# مسجد حاج ملا آقا
مسجد حاج ملا آقا مربوط به دوره قاجار است و در قزوین، خیابان امام، جنب بازار سعدالسلطنه واقع شده و این اثر در تاریخ ۱۹ مرداد ۱۳۸۴ با شمارهٔ ثبت ۱۲۹۰۵ به‌عنوان یکی از آثار ملی ایران به ثبت رسیده است.